# Bloedrecht

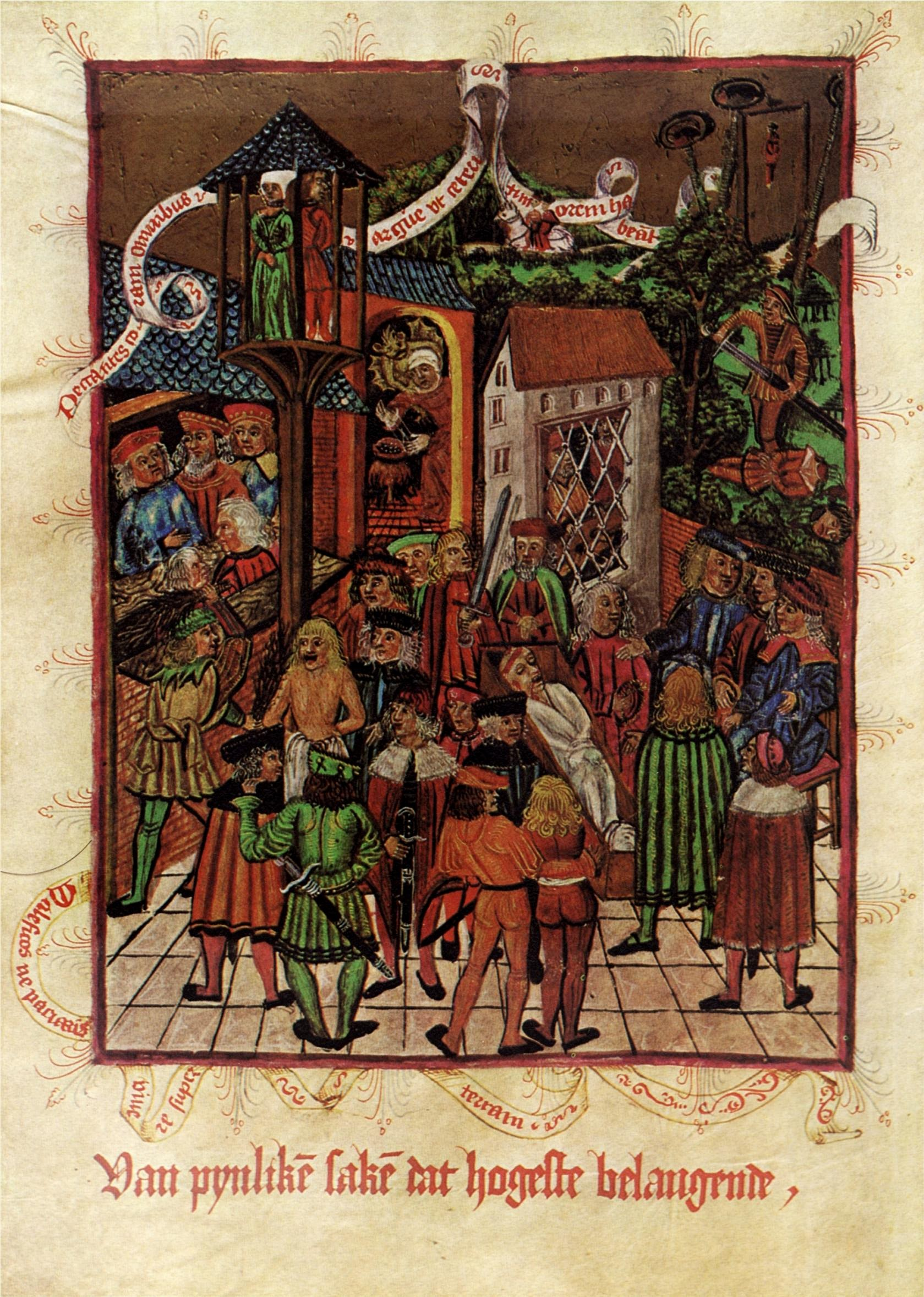
Rechtsonder een spontaan weer bloedend lichaam, links daarvan de al gemartelde "dader" in een illustratie bij het Hamburger Stadrecht uit 1497

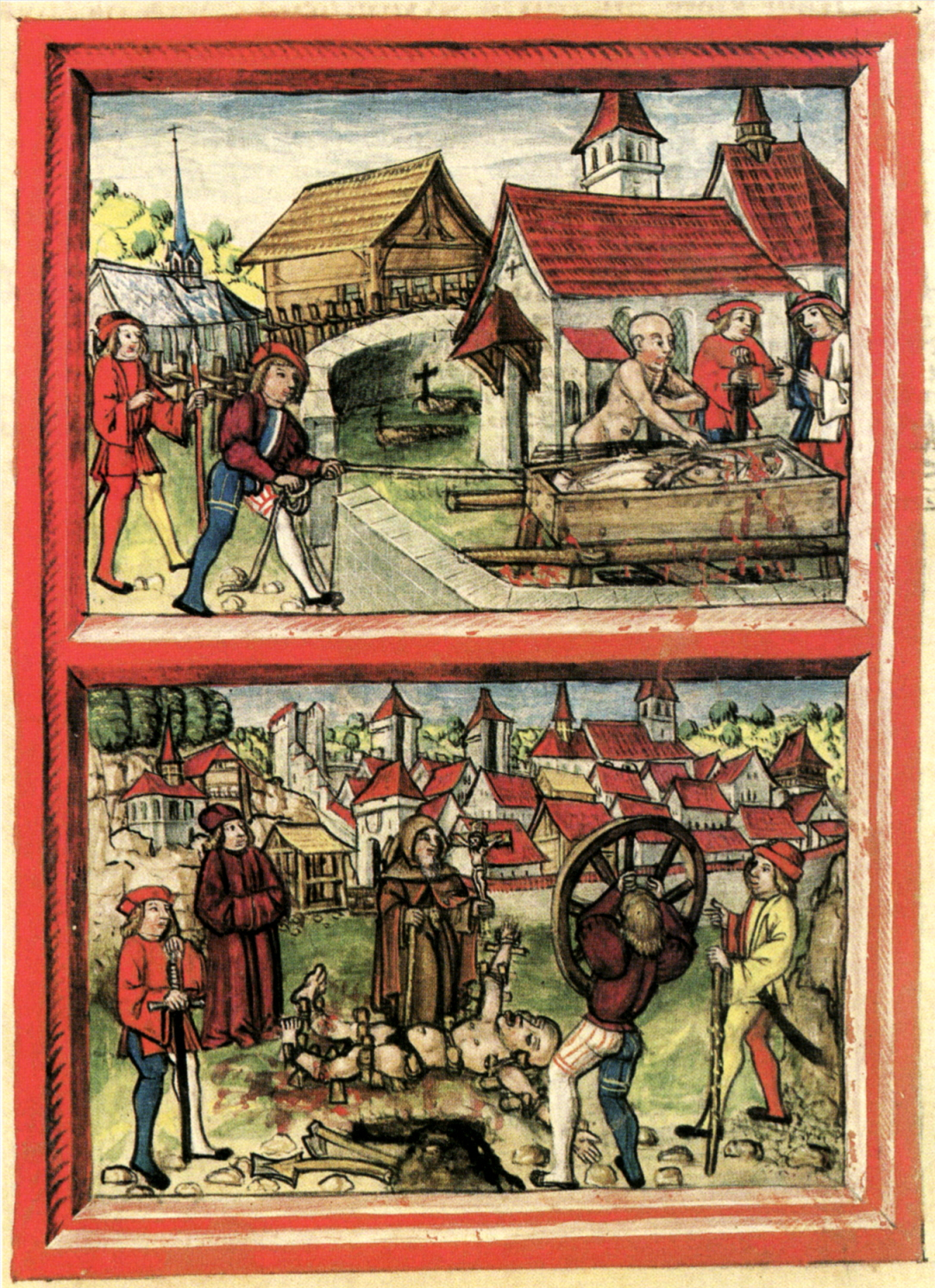
De baarproef van de huursoldaat Hans Spiess die in Ettiswil als moordenaar werd ontmaskerd omdat het lijk van zijn vrouw in zijn aanwezigheid spontaan weer ging bloeden. Hans Spiess werd daarop veroordeeld en geradbraakt. Miniaturen uit de in 1513 verschenen "Luzerner Chronik des Diebold Schilling"

Het bloedrecht, ook baarproef of bloedproef geheten, (Latijn: "ius cruentationis" of "Ius feretri sine sandapilae"), was een van de bewijsmiddelen in het middeleeuwse strafrecht. Men bracht een verdachte in de omgeving van het opgebaarde lichaam van een slachtoffer van moord en keek of de wonden spontaan weer gingen bloeden. Wanneer dat gebeurde werd dat als een aanwijzing, zelfs als bewijs, van schuld gezien.
Een "sandapila" is in het Latijn een goedkope baar of een goedkope lijkkist. Het Latijnse werkwoord "cruentare" betekent bloederig maken of met bloed besmeuren.

## De procedure
Het bloedrecht komt misschien voort uit het oude Germaanse Recht en werd voor zover bekend in Duitsland, Polen, Bohemen, Schotland en Noord-Amerikaanse koloniën toegepast. In Duitsland behoorde het bloedrecht tot rond 1750 tot de forensische opsporingsmethoden. De baarproef werd pas toegepast wanneer andere onderzoeksmethoden en marteling van de verdachte geen resultaat hadden opgeleverd. Bij de baarproef waren een vastgestelde eedsformule waarin de onschuld werd betuigd en het leggen van de handen op het dode lichaam gebruikelijk.
Achtergrond van het gebruik van het bloedrecht als instrument is de gedachte dat het lichaam ook na de dood nog bezield is of nog enige tijd bezield is. Volgens de leer van de katholieke kerk verlaat de ziel het lichaam pas enige tijd ná de dood. De baarproef was steeds een subsidiair bewijs. Alleen wanneer er geen getuigenverklaringen of bewijzen waren gevonden en de verdachte ook onder marteling niet had bekend werd de baarproef gebruikt.
De oudste geschreven bron in de vorm van gecodificeerd recht is het Freisinger Rechtsbuch uit 1328 dat een baarproef ook bij al begraven lijken toestond. De baarproef wordt ook in het Nibelungenlied genoemd. Daarin worden gebeurtenissen rond het jaar 436 beschreven maar de overlevering is niet betrouwbaar. Het Nibelungenlied laat het dode lichaam van de verraderlijk vermoorde Siegfried bloeden wanneer zijn moordenaar, Hagen het opgebaarde lijk nadert.
Over de gedachte achter het bloedrecht bestaat geen zekerheid. Wat de Germanen zich daarbij precies voorstelden is onbekend. De christelijke middeleeuwers verklaarden het bloedrecht uit het voortleven van het slachtoffer als levend lijk dat veranderen kon wanneer het dat wilde. Het lijk zou de kracht hebben om de wonden te doen veranderen of te laten bloeden en daarmee de dader aan te wijzen. De dode zorgde dus voor het bewijs in de eigen strafzaak. Een andere theorie benadrukt het element van het godsoordeel waaraan het bloedrecht verwant is. Omdat het bloed van de vermoorde mens "ten hemel schreit"  is het God die de wonden laat bloeden. Deze uitleg beroept zich op Genesis 4:10 "vox sanguinis fratris tui clamat ad me de terra" oftewel "De stem van het bloed van uw broer schreit ten hemel". De theologische onderbouwing loopt mank; in Genesis is het het bloed dat werd vergoten en in de aarde werd opgenomen dat om wraak vraagt en het gebruik van het bloedrecht is als deel van de Germaanse rechtspleging ouder dan het christendom. Tijdens de Middeleeuwen kreeg de christelijke uitleg van het bloedrecht de overhand. Het lijk werd een instrument in de handen van God.
De oorsprong van het bloedrecht is duister. Sommige bronnen noemen het een aan het oude Germaans recht ontsproten gebruik. De oudste literaire bron stamt uit de 12e eeuw. Over toepassing van het bloedrecht in de Frankische periode is ons niets bekend. In het Nibelungenlied duikt het bloedrecht op, maar onduidelijk is of de dichter bij het vermelden van het bloedrecht door oude Germaanse overleveringen werd geïnspireerd. In de 14e eeuw wordt het bloedrecht deel van het gecodificeerde recht. We vinden het in 1328 in het Stadtrecht van Visby op Gotland. In de "Schwyzer Totschlagsordnung" van 1342 wordt een godsoordeel waarbij men over een lijk moet stappen vermeld met de woorden "über den toten gan uf gottes erbermde". Na 1400 duiken er steeds meer vermeldingen in akten, wetten en processtukken op. We vinden ze in Duitsland, Italië, Frankrijk en Spanje. Later ook op de Balkan en in Engeland en Scandinavië. Omdat ook in Afrika en in Australië vergelijkbare rituelen werden ontwikkeld die los van de Europese tradities zijn ontstaan kan men van een archetypisch rechtsgevoel spreken. Lijk, ziel, bloed en moordenaar zijn niet van elkaar te scheiden dankzij de verbreking van het taboe op de moord op een medemens. In Afrika zijn er stammen waar de rondgedragen baar van het slachtoffer uit zichzelf geacht werd tegen het huis van de moordenaar te botsen. De Australische Aboriginals vroegen het dode lichaam of het betoverd was. Zo ja dan bewoog het lichaam dat volgens de traditie op een aantal bogen was gelegd. Wanneer de tovenaar aanwezig was zou een boog bewegen en de tovenaar aanraken.
Er wordt melding gemaakt van gelegenheden waarbij de gehele bevolking van een plaats langs de baar moest lopen om zo de schuldige aan te kunnen wijzen.
Het bloedrecht werd door juristen becommentarieerd. Het werd door Johann Friedrich Kob in 1672 in zijn "Ius Cruentationis (vulgo das Baar-Recht)." beschreven. In de bronnen zijn verschillende gebruiken en ceremonies rond het baarrecht beschreven. Altijd wordt het plechtige karakter van de confrontatie tussen de veronderstelde dader en het lijk benadrukt. Er is sprake van een eed waarin de verdachte zich voordat hij het lichaam aanraakt onschuldig verklaarde. Soms moest de dader het lichaam werkelijk aanraken waarbij het beroeren van de wonden met een hand of alleen een vinger werd beschreven. Er is ook sprake van het kussen van de dode. Een bron noemt het beroeren van de hartstreek van de dode. Als reacties van het lichaam werden niet alleen spontaan opnieuw bloedende wonden maar ook spontane bewegingen van het dode lichaam genoemd.
Er zijn ook bronnen die opmerken dat het gewoonte was om het ritueel van het bloedrecht meerdere malen, vaak driemaal omdat het getal drie een bijzondere betekenis had voor de middeleeuwers, uit te voeren. Er waren in ieder geval varianten die lokaal waren bepaald. Wanneer het lijk bloedde, of exacter gezegd serum ging verliezen, of andere veranderingen, zogenaamde "Verkehrungen" vertoonde.
Deze bewijsvoering is te verklaren uit het in die tijd nog slecht begrepen ontbindingsproces van het begraven lichaam. Ook bij een lichaam waar de ontbinding nog niet ver is gevorderd kan door het verplaatsen van het lijk een bloederige waterige vloeistof uit de longen lekken wanneer er een of meerdere steekwonden in de borstkas zijn.
De toepassing van het bloedrecht wordt in de wet, bijvoorbeeld in het "Freisinger Recht" aan het initiatief van de verdachte gelaten. Dan kan het als een rituele reiniging worden gezien. In andere gevallen waren het de rechters of de verwanten van de dode die om het bloedrecht vroegen. Het middeleeuws recht was verwarrend. Zonder bewijs mocht er niet worden gemarteld, maar sommige van de aan het bloedrecht onderworpen verdachten, zoals Spiess, waren voordat de proef werd afgenomen al gemarteld. Daar diende het bloedrecht kennelijk als afsluitend bewijs waarmee de zaak "rond" was.
Het bloedrecht werd tot dertig dagen na de begrafenis toegepast.

## Pogingen tot een uitleg bij een metafysisch fenomeen
Het bloedrecht had een metafysische achtergrond, het was geen wetenschappelijk onderbouwd bewijsmiddel. In de periode van de Europese verlichting werden bewijzen als deze, zoals de godsoordelen uit het strafrecht verwijderd. Van alle godsoordelen heeft het bloedrecht zich het langste kunnen handhaven. In 1809 werd het in de encyclopaedie van Brockhaus nog als een in "achterlijke streken nog gebruikelijke procedure die op bijgeloof is gegrond" genoemd. In Pierer's Universal-Lexikon uit 1857 wordt het baarrecht beschreven als iets dat niet meer actueel is, al wordt daar opgemerkt dat het volk op vele plaatsen vast nog wel aan de spontaan in aanwezigheid van de dader bloedende wonden zou geloven.
Onder de scholastici en filosofen van de late Middeleeuwen waren aanhangers en tegenstanders van het bloedrecht te vinden. Men gebruikte juridische, medische, religieuze, filosofische en logische argumenten om het belang van het bloedrecht te bewijzen of juist te verwerpen. De Heksenhamer citeerde de Heilige Vincentius van Lérins die stelde dat een dodelijke wond geïnfecteerd is door de geest van de moordenaar en vol besmette lucht is. Wanneer de moordenaar in de buurt is gaat het bloed stromen omdat in de aanwezigheid van de moordenaar alle lucht uit de wond in beweging komt. Jacobus I van Engeland, ook regerend als Jacobus VI van Schotland, geloofde fanatiek in hekserij en organiseerde ook heksenvervolgingen. In 1597 schreef de Schotse koning-theoloog in zijn boek over demonen, de "Daemonologie" dat "met de bovennatuurlijke invloed van demonen bij het toepassen van het bloedrecht rekening moest worden gehouden". Jacobus noemde de baarproef letterlijk een "bovennatuurlijk teken dat door God was ingesteld".
"...for as in a secret murther, if the deade carcase be at any time thereafter handled by the

murtherer, it wil gush out of bloud, as if the blud wer crying to the heauen for

reuenge of the murtherer, God hauing appoynted that secret super-naturall signe, for

tryall of that secrete vnnaturall crime, . . ."
De Engelse Presbyteriaanse geleerde en dichter Richard Baxter was ervan overtuigd dat het bloedrecht uitkomst bood bij een onderzoek naar een moord en beschreef het fenomeen van het spontaan weer bloedende lijk in zijn in 1691 gepubliceerde "The Certainty of the World of Spirits". In het Duitse Rijk heeft de Wolfenbüttelse Hofgerichtsassessor Schottel gesteld dat het bloedrecht gebruikmaakt van "de wrekende macht van God". Andere juristen zoals Benedikt Carpzow stelden dat het bloedrecht een aanwijzing was die verder verhoor, en marteling, rechtvaardigde. Voor een veroordeling wegens moord was het bloedrecht alleen onvoldoende bewijs. Voor veroordeling was een bekentenis of een betrouwbare getuigenverklaring nodig. In Zuid-Europa is het uit het Germaanse recht stammende bloedrecht nooit erg belangrijk geweest. Daar leefde men meer in de traditie van het Romeins Recht. De vooraanstaande Italiaanse juristen Hippolytus de Marsiliis en Farinacci beoordeelden het bloedrecht als niet meer dan aanvullend bewijs of een aanwijzing die een zo ernstige verdenking op de gevangene wierp dat marteling geoorloofd was. Sinds de 16e eeuw groeide het aantal stemmen tegen godsproeven en andere metafysische bewijzen. De Spaanse natuurrechtgeleerde Antonio Gómez (na 1500 - vóór 1572) heeft daarbij een belangrijke rol gespeeld.
Ondanks de rechtsgeleerde commentaren uit perioden waarin het bloedrecht nog werd toegepast is het onduidelijk welke rol het bloedrecht bij de procesgang en de bewijsvoering heeft gehad. Het lijkt een ondersteunend bewijs te zijn geweest dat men slechts met de nodige voorzichtigheid toepaste. Het kan ook een van het het formele strafproces onafhankelijke politionele activiteit, avant la date want er was nog geen politie, zijn geweest waarin men een onderzoek dat niet wilde opschieten nieuw leven wilde inblazen.In het "Freisinger Recht" het recht van de Bisschopsstad Freising in Beieren, lijkt dat het geval te zijn geweest. Deze wet schrijft voor dat het lijk zo nodig opgegraven moest worden, met water en wijn moest worden gewassen, dat men het moest laten drogen en daarna naar een plein voor het gerechtsgebouw moest dragen. Daar moest de wondarts, een chirurgijn of wanneer deze niet beschikbaar was een paar wijze mannen de toestand van de wonden goed bekijken. De verdachte moest vervolgens driemaal op zijn knieën rond het lijk kruipen, de dode kussen, hem bij zijn of haar naam noemen en God oproepen als getuige van zijn onschuld. Wanneer de wonden niet veranderden ging de verdachte vrijuit en was ook bloedwraak en mansgeld, een schadevergoeding aan de familie van de dode, uitgesloten. Wanneer de wonden wél waren veranderd dan werd de verdachte geacht het oordeel over zichzelf te hebben afgeroepen.

## De zaak Hans Spiess
Een bekende toepassing van het bloedrecht is een historisch strafproces was de moordzaak van de huurling Hans Spiess wiens vrouw na 20 dagen werd opgegraven omdat het gerucht ging dat zij door hem met een kussen verstikt zou zijn. De verdachte werd gefolterd maar bekende geen schuld. Daarop ging men tot een godsoordeel in de vorm van een baarproef over. Al bij de opening van de kist bleek het lichaam te bloeden. De verdachte Spiess moest naakt en kaalgeschoren zijn handen op het lichaam leggen. Deze maatregel werd nodig geacht om te voorkomen dat de verdachte een amulet bij zich zou dragen. Hij bekende na het zien van het bloedende lichaam ter plaatse zijn schuld en werd wegens moord veroordeeld.
In een andere zaak die in de late middeleeuwen werd berecht zorgde het bloedrecht voor de vrijspraak van drie bedelaars die van de moord op een andere bedelaar werden beschuldigd.

## De zaak van de Kroon tegen Philip Standsfield
De middeleeuwers hadden weinig begrip voor de fysiologische effecten van het overlijden. Men meende dat de dode nog kon zien en horen. Dat er zoiets als een bloedsomloop die bloeddruk en bloeden mogelijk maakt bestaat werd pas in 1628 door de Engelsman William Harvey aangetoond. Toch werd cruentatie nog in 1688 door het High Court of Justiciary in Edinburgh geaccepteerd als ondersteunend bewijs in de moordzaak tegen Philip Standsfield, die ervan werd verdacht zijn vader Lord Stansfield te hebben omgebracht. De kroon bracht in dat "de Hemelse kracht die het bloed tijdens het leven liet circuleren" in alle tijden en bij alle volkeren een weg had gevonden om het bloed dat inmiddels gestold had moeten zijn te laten vloeien" en erkende daarmee het bestaan van een bloedsomloop. Daaruit werd desondanks niet geconcludeerd dat een lijk niet kon bloeden.
De aanwezige artsen waren zeer verbaasd geweest door dit onnatuurlijke gebeuren en de verdediging beriep zich op de gezaghebbende Saksische jurist Benedict Carpzovius die meerdere processen had genoemd waarin het baarrecht een verkeerde verdachte had aangewezen. De verdediger noemde de baarproef "een bijgeloof dat geen ondersteuning vindt in wet of rede".
De rechters accepteerden de baarproef desondanks als ondersteunend bewijs in "een keten van bewijzen" en zij veroordeelden Philip Standsfield.

## Het bloedrecht en de heksenwaan
In Heksenprocessen werd het bloedrecht ook toegepast. Wanneer men vermoedde dat een moord met behulp van magie was gepleegd kon men geen sporen van geweld vinden. Dan moest een godsoordeel of een cruentatie uitkomst bieden. De beruchte "Heks van Pendle", Jennet Preston, werd in 1612 schuldig bevonden na toepassing van bloedrecht. In Schotland werd de Heks van Dalkeith, Christine Wilson, in 1661 veroordeeld. In beide gevallen waren de wonden van hun slachtoffers in het bijzijn van de twee beschuldigde vrouwen gaan bloeden. In het Mecklenburg van de 16e en 17e eeuw werd geloofd dat ieder lijk in aanwezigheid van een heks zou kunnen gaan bloeden. Of de overledene was vermoord en of er magie in het spel was deed niet ter zake.
In de Heksenhamer, de "Malleus maleficarum" waarin de katholieke kerk de hekserij beschreef wordt het bloedrecht kort aangestipt bij het beantwoorden van de vraag of een demon samenwerkt met de heks.

## Het scheingehen
Verwant aan het bloedrecht was het in Noord-Duitsland bestaande gebruik van het "Scheingehen". Een "Schein" is in het oud-Duits een lichaamsdeel van een lijk, meestal een hand of een arm. Wanneer men de moordenaar niet had kunnen vinden hing men een ledemaat van de dode op in stadhuis of gevangenis in de verwachting dat dat deel van het lijk ook na verloop van jaren nog zou gaan bloeden zodra de moordenaar in de buurt kwam.

## Het bloedrecht in de 19e en 20e eeuw
Aan het begin van de 19e eeuw was het baarrecht al lang deel van de folklore geworden. Als restant van het baarrecht en bloedrecht bestond nog lange tijd op het Engelse platteland een gebruik dat de buren en verwanten noopte om het lijk aan te raken en zo te getuigen van hun goede wil. De 19e-eeuwse encyclopedieën schrijven ook dat het spontaan weer bloedende lijk in het volksgeloof misschien her en der nog voorkomt. De door de verlichting beïnvloede universitair geschoolde juristen zagen niets meer in een godsoordeel.
Het baarrecht kwam nog wel voor de literatuur. In een "Gothic tale", een 19e-eeuws literair genre waarin het bovennatuurlijke en occulte vaak een grote rol speelde, was een bloedend lijk een dankbare aanleiding om te griezelen. Zo schreef de Duitse romanticus Adolf Friedrich Graf von Schack (2.8.1815 – 14.5.1894) een ballade met als titel "Das Bahrrecht".